# Strandbronia
Strandbronia (Fossombronia foveolata) är en levermossart som beskrevs av Sextus Otto Lindberg. Strandbronia ingår i släktet bronior, och familjen Codoniaceae. Arten är reproducerande i Sverige.